# Arsenál (Petrovaradínská pevnost)
Arsenál (srbsky Арсенал), též Mamulova kasárna (srbsky Мамулина касарна) je centrální budova Horní pevnosti Petrovaradínské pevnosti. Dnes v budově sídlí Muzeum Nového Sadu.
Budova byla postavena v roce 1775 ve stylu barokní architektury. Na místě, kde byl postaven, se nacházel původně středověký klášter a později turecká pevnost. Terén zde byl vyrovnán pro výstavbu objektu. Má obdélníkový půdorys a jednoho podlaží. Fasáda je po vertikální stránce rozčleněna pilastry. Sloužila pro umístění těžkého delostřelectva, munice a vojenského vybavení. Je dominantním objektem Horní pevnosti. Název Mamulova kasárna pochází podle Lazara Mamuly, který se objektu zmocnil v revolučních letech 1848 až 1849.
Od poloviny 80. let 20. století byly prováděny různé rekonstrukce pro potřeby muzea, které dnes využívá celou budovu.